# 逃人法
逃人法是清朝初年惡法之一，延续时间最长，直到康熙時始陸續廢除。
滿洲在清兵入關前，已實施投充，但人員陆续逃亡。顺治三年（1646年）五月，多尔衮以為 “只此数月之间，逃人已几数万”，为此制定逃人法，有條目一百多個，重在嚴懲「窩主」；一經查獲，窩主就地正法。“有隐匿逃人者斩，其邻佑及十家长、百家长不行举首，地方官不能觉察者，俱为连坐”，逃亡三次者處以絞刑。又设立「督捕衙门」捕捉逃人，“新朝立法重逃人，窩隱之家禍切身”。順治六年又改為“隱匿逃人者免死，流徙”。顺治七年六月，广西巡抚郭肇基等人因为“擅带逃人五十三名”，被处死。顺治十年，豪雨成灾，“直隶被水诸处，万民流离，扶老携幼，就食山东。但逃人法严，不敢收留，流民啼号转徙”。龔鼎孳說：“畿輔之民圈占以后，田廬蕩然。年來水澇頻仍，道殣相望。近以逃人眾多，立法不得不嚴，而有司奉行未善，使流徙者竟無所歸。……今聞山東一帶流民復千百成群，攜男挈女，蟻聚河干，望救無門，逃生無路。當此嚴風密霰，墜指裂膚之時，此輩衣不掩脛，食不充腹，流離溝壑。……萬一愚冥無知，不肯束手就斃，一旦良民化而為亂民，即發兵剿除亦非難事，而使數萬生靈頓作刀頭之鬼。究其所自，亦止是無衣無食，茫無投奔之百姓耳。”康熙四年，开始修订逃人法。康熙二十五年（1686年），改三次死刑为發配宁古塔。康熙三十八年，裁撤督捕衙门。